# كلير دينس
كلير كاثرين دينس (بالإنجليزية: Claire Catherine Danes) هي ممثلة أمريكية، حاصلة على ثلاث جوائز إيمي وأربع جوائز غولدن غلوب واثنتين من جوائز نقابة ممثلي الشاشة، صنفتها مجلة التايم في عام 2012 ضمن قائمة الـ 100الأكثر نفوذا وتأثيرا في العالم. كما حصلت في 2015 على نجمة في ممشى المشاهير بهوليوود، نالت دينس شهرة مبكرة عندما لعبت دور أنجيلا تشيس في المسلسل الدرامي "My So-Called Life" في عام 1994، وهو دور أكسبها جائزة غولدن غلوب لأفضل ممثلة، ورشحها لجائزة إيمي كأفضل ممثلة بارزة في مسلسلات الدراما، وفي نفس العام ظهرت في أول فيلم لها «امرأة صغيرة»، ومن أبرز أعمالها الأخرى: روميو + جولييت (1996) والبؤساء (1998)، وستاردست (2007), ومسلسل أرض الوطن (2011).

## النشأة
ولدت دينس في مانهاتن، نيويورك بالولايات المتحدة الأمريكية. وقد وصفت نفسها بإنها من خلفية واسب متشددة، والدتها كارلا هي موظفة رعاية، رسامة ومصممة مشغولات قبل أن تعمل فيما بعد كمديرة أعمال ابنتها، والدها، كريستوفر دينس (المولود في أوستن، تكساس في السادس من مايو 1944)هو مستشار في مجال الكومبيوتر ومصور معماري سابق. أما جدها، جيبسون أندرو دينس فكان عميد كلية الفنون والعمارة التابعة لجامعة ييل، وشقيقها آسا يعمل محاميا.

## التعليم
كانت دينس تحضر في طفولتها مدرسة دالتون في مدينة نيويورك، ثم مدرسة نيويورك للدراسات التعاونية، مدرسة الفنون المسرحية والمدرسة الفرنسية في لوس أنجليس. وفي عام 1998، بدأت دينس دراستها في جامعة ييل وذلك لدراسة علم النفس لكنها لم تكمل الدراسة لأنها فضلت الاهتمام بمستقبلها الفني.

## الحياة الفنية
بدأت كلير حياتها الفنية بتعلم الرقص والتمثيل في طفولتها عندما كانت في السادسة، حيث التحقت بورشة مسرح الرقص، واستديو HB للتمثيل، ومسرح لي ستراسبورج ومعهد السينما، وعندما بلغت التاسعة من عمرها تحول تركيزها بشكل كامل نحو التمثيل.

## أعمالها
| سنة  | عنوان                           | دور                 | ملاحظات |
| ---- | ------------------------------- | ------------------- | ------- |
| 1994 | امرأة صغيرة                     | بيت مارش            |         |
| 1995 | كيف تصنع لحافًا أمريكيًا ‏         | جلادي جو كليري      |         |
| 1995 | Home for the Holidays ‏          | كيت لارسون          |         |
| 1996 | I Love You, I Love You Not      | ديزي / نانا الصغيرة |         |
| 1996 | To Gillian on Her 37th Birthday | راتشيل لويس         |         |
| 1996 | روميو + جولييت                  | جولييت كابوليت      |         |
| 1997 | طريق ملتف                       | جيني                |         |
| 1997 | صانع المطر                      | كيلي رايكر          |         |
| 1998 | Les Misérables                  | كوزيت               |         |
| 1998 | Polish Wedding                  | هالة                |         |
| 1999 | The Mod Squad ‏                  | جولي بارنز          |         |
| 1999 | Brokedown Palace                | أليس مارانو         |         |
| 1999 | الأميرة مونونوكي                | سان                 | صوت     |
| 2002 | Igby Goes Down                  | سوكي سابرستين       |         |
| 2002 | The Hours                       | جوليا فون           |         |
| 2003 | كله عن الحب ‏                    | ايلينا              |         |
| 2003 | The Rage in Placid Lake         | الفتاة في ندوة      |         |
| 2003 | المبيد 3                        | كيت بروستر          |         |
| 2004 | Stage Beauty                    | ماريا               |         |
| 2005 | Shopgirl                        | ميرابل بترسفيلد     |         |
| 2005 | The Family Stone                | جولي مورتن          |         |
| 2007 | مساء                            | آن الشابة           |         |
| 2007 | Stardust                        | أفين                |         |
| 2007 | The Flock ‏                      | أليسون              |         |
| 2009 | أنا وأورسن ويلز                 | سونيا جونز          |         |
| 2013 | As Cool As I Am ‏                | ليني دايمند         |         |

| سنة         | عنوان                           | دور           | ملاحظات                                                   |
| ----------- | ------------------------------- | ------------- | --------------------------------------------------------- |
| 1992        | قانون ونظام                     | تريسي براندت  | حلقة: "Skin Deep"                                         |
| 1994        | Lifestories: Families in Crisis | كاتي لايتر    | حلقة: "More Than Friends: The Coming Out of Heidi Leiter" |
| 1994–1995   | My So-Called Life               | أنجيلا تشيس   |                                                           |
| 2010        | تيمبل غراندين ‏                  | تيمبل غراندين |                                                           |
| 2011–الحاضر | أرض الوطن                       | كاري ماثيسون  |                                                           |

## وصلات خارجية
- كلير دينس على موقع IMDb (الإنجليزية)
- كلير دينس على موقع ميتاكريتيك (الإنجليزية)
- كلير دينس على موقع الموسوعة البريطانية (الإنجليزية)
- كلير دينس على موقع روتن توميتوز (الإنجليزية)
- كلير دينس على موقع مونزينجر (الألمانية)
- كلير دينس على موقع قاعدة بيانات الأفلام العربية
- كلير دينس على موقع ألو سيني (الفرنسية)
- كلير دينس على موقع ميوزك برينز (الإنجليزية)
- كلير دينس على موقع تيرنر كلاسيك موفيز (الإنجليزية)
- كلير دينس على موقع أول موفي (الإنجليزية)
- كلير دينس في قاعدة بيانات أقل من برودواي على الإنترنت